# Беовизија 2007.
Беовизија 2007. је била пета по реду Беовизија, такмичарски фестивал забавне музике. Одржана је у београдском Сава центру 7. и 8. марта 2007. Победила је Марија Шерифовић са песмом Молитва, која је као представница Србије победила на Песми Евровизије 2007, која је одржана 10. и 12. маја у Хелсинкију. Беовизија 2007. се састојала од две вечери: полуфинала 7. и финала 8. марта 2007. У полуфиналу се такмичило 20 песама, док се 10 најбољих пласирало у финале, у којем је изабран и победник гласовима жирија (50%) и гледалаца путем телегласања (50%). Додељене су и годишње награде Фестивала за музичка достигнућа године у бројним категоријама. Фестивал је обележио и скандал са пребројавањем СМС гласова.

## Формат
Осим формата са полуфиналном и финалном вечери, Беовизија 2007. је донела и знатно већу улогу гледалаца. У бодовању је учествовао трочлани жири, засебан за свако вече, чија су имена ради осигурања регуларности саопштена тек на почетку вечери и који су цело вече до објављивања резултата били под пратњом. Њихови гласови су се сабирали и тај збир преводио, по уобичајеној евровизијској скали у 12, 10, 8, 7...2 и 1 поен. Гледаоци су имали 20 минута за гласање, искључиво СМС порукама и резултати телегласања су се по истој шеми претварали у поене од 12 до 1 (без 11 и 9) и затим сабирали са гласовима жирија у односу 50:50 (на претходним издањима, публика је била тек један од девет чланова жирија).

### Водитељи
Програм Беовизије 2007. су водили Бода Нинковић и Јелена Јовичић, којима је ово била трећа година у овој улози. Прво вече, водитељи су допуњавали програм изводећи раније српске евровизијске хитове, а тема финалне вечери су биле познате нумере из других земаља. Водитељи нису пропустили прилику да неколико пута подсете публику како Србија „напокон“ самостално бира представника, што „даје простора за ситне радости“ и неколико подметања на црногорски рачун. Део сценарија било је и Бодино „ругање“ на рачун Јелениних наступа („јел' имаш ти родитеље“, „можда би ти била потребна фризура Бритни Спирс"). Из публике се једно време чуло звиждање (Бода: „сад ће она, па то њој радите"), а било је и узвика „Лопови, лопови“ као и негодовања када је објашњено да у случају једанког броја бодова предност имају поени жирија.

### Продукција
Фестивал Беовизија 2007. је био заједничка продукција РТС и Мегатона.
Карте за Беовизију 2007. нису биле у слободној продаји и подељене су махом спонзорима и новинарима уз мали блок за ОГАЕ, али су се пред обе вечери фестивала могле купити код тапкароша за 500 динара.

### Сцена
За сцену Беовизије 2007. био је, као и претходних година, задужен сценограф Горан Јоксимовић. Доминирали су средњовековни лукови шарених боја и велики видео бимови, као и интересантан лустер и лучне степенице са балустерима. У сценографији су коришћене и ”оживљене” дигитализоване слике двојице српских академских сликара: 23 уља на платну и 20 цртежа Горана Ракића и литографије, поп-арт портрети наглашених боја Бојана Оташевића, које је одабрала Татјана Милосављевић, кустос Народног музеја у Крагујевцу, којима је дочаравана камерна сцена.

## Учесници
20 песама које су изведене на Беовизији 2007. одабрала је од око 200 пристиглих радова селекциона комисија. Радио-телевизија Србије, организатор Беовизије, је списак учесника објавила на свом званичном сајту 7. фебруара 2007. У интервјуу са Душком Вучинић-Лучић, задуженом за односе са јавношћу Беовизије, који су два дана раније објавиле новине Блиц, био је дат прелиминарни списак извођача, са којег је на крају изостала Емина Јаховић, а додата је Јелена Ковачевић. Песма коју пева Пеца Јовановић била је на списку новина Блиц идентификована једино као „песма Саша Драгића”, док је према првом званичном списку РТС-а 7. фебруара требало да је пева Ненад Јелић. Песма Банета и Тање је првобитно носила назив Чивава, а било је и неколико измена у наведеном ауторству.
Песме и извођачи су гледаоцима представљени и пре самог фестивала, у десет посебних краћих емисија које су на неколико српских телевизијских и радио канала емитоване радним данима од 21. фебруара до 6. марта, по две песме у свакој. Исечци, текстови и биографије извођача су постављени и на званичном мрежном месту Фестивала. Редослед наступа у полуфиналу одређен је жребањем у Београдској хроници 21. фебруара, које су радили Душка Вучинић Лучић, Ања Рогљић и Огњен Амиџић (половина Фламингоса, победника Беовизије 2006).
| Извођач(и)                     | Песма                     | Музика и текст                               |
| ------------------------------ | ------------------------- | -------------------------------------------- |
| Алекса Јелић                   | Бели град                 | Драги Јелић Валентина Велков                 |
| Александра Перовић             | Ноћас буди мој            | Драгиша Баша                                 |
| Амадеус бенд                   | Зато што знам             | Александар Симић                             |
| Betty Boop                     | Сама                      | Огњен Цвекић Станиша Бањанин                 |
| Бла бла бенд                   | Руски рулет               | Бојан Васић Милош Рогановић                  |
| Близанци                       | Mambo Jambo Serbiano      | Ненад Јовановић Марина Туцаковић             |
| Игор Вукојевић                 | Добро те знам             | Срђан Симић Камба Леонтина Вукомановић       |
| Ивана Јордан                   | Бомба                     | Ивана Јордан Звонко Алашевић                 |
|                                | Љубав за све              | Александар Седлар Богоев Никола Демоња млађи |
| Јелена Ковачевић               | Сењорита                  | Владимир Граић Јелена Ковачевић              |
| Маја Марковић                  | Није нам се дало          | Драган Брајовић Миша Мијатовић               |
| Маја Николић                   | Ја знам да ти ме не волиш | Марко Ђурашевић Растко Савић                 |
| Марија Шерифовић               | Молитва                   | Владимир Граић Саша Милошевић Маре           |
| Мики Перић                     | Јаблан                    | Зоран Лесендрић Рамирез                      |
| Мира Шкорић                    | Воли је                   | Александар Фута Радуловић Марина Туцаковић   |
| Negative                       | Права ствар               | Negative Милан Прокоп Ивана Петерс           |
| Пеца Јовановић                 | Као да је било јуче       | Саша Драгић Зана                             |
| Слободан Тркуља и Балканополис | Небо                      | Слободан Тркуља                              |
| Сузана Динић                   | Нудим ти срце своје       | Јелена Трифуновић Драгомир Трифуновић        |
| Тања Савић и Бане Мојићевић    | Симпатија                 | Бојан Васић Марина Туцаковић                 |

## Такмичарске вечери

### Полуфинале
Полуфинале је одржано у Сава центру у Београду 7. марта 2007. године и у њему се такмичило двадесет песама. Десет квалификаната за финале одлучила је комбинација гласова жирија и публике путем СМС гласања. Попут саме Песме Евровизије, на крају полуфиналне вечери нису саопштени резултати гласања већ само случајним редоследом десет песама које су се пласирале у финале.
Поред такмичарских песама, дуо Фламингоси су били чин отварања, те су извели песму Луди летњи плес. Осим Лудог летњег плеса са Луисом, извели су и песме Љубав, Лумперај, Све нас цуре чекају у сарајевском рок стилу и песму Пољупци.
Чланови жирија у полуфиналу су били:
- Бранимир Димитријевић — режисер телевизије
- Александар Локнер — композитор
- Маја Јапунџа-Николић — телевизијска водитељка

| #  | Извођач(и)                     | Песма                     | Жири | Телегласање | Телегласање | Поени | Пласман |
| #  | Извођач(и)                     | Песма                     | Жири | Гласови     | Поени       | Поени | Пласман |
| -- | ------------------------------ | ------------------------- | ---- | ----------- | ----------- | ----- | ------- |
| 1  | Александра Перовић             | Ноћас буди мој            | 0    | 167         | 0           | 0     | 14.     |
| 2  | Маја Марковић                  | Није нам се дало          | 8    | 459         | 4           | 12    | 4.      |
| 3  | Negative                       | Права ствар               | 2    | 427         | 3           | 5     | 10.     |
| 4  | Марија Шерифовић               | Молитва                   | 12   | 2063        | 12          | 24    | 1.      |
| 5  | Тања Савић и Бане Мојићевић    | Симпатија                 | 0    | 421         | 2           | 2     | 12.     |
| 6  | Ивана Јордан                   | Бомба                     | 10   | 640         | 5           | 15    | 3.      |
| 7  | Јелена Ковачевић               | Сењорита                  | 0    | 166         | 0           | 0     | 14.     |
| 8  | Алекса Јелић                   | Бели град                 | 4    | 314         | 1           | 5     | 9.      |
| 9  | Игор Вукојевић                 | Добро те знам             | 0    | 29          | 0           | 0     | 14.     |
| 10 | Амадеус бенд                   | Зато што знам             | 0    | 284         | 0           | 0     | 14.     |
| 11 | Бла бла бенд                   | Руски рулет               | 0    | 166         | 0           | 0     | 14.     |
| 12 | Близанци                       | Mambo Jambo Serbiano      | 0    | 1388        | 8           | 8     | 6.      |
| 13 | Мики Перић                     | Јаблан                    | 6    | 283         | 0           | 6     | 8.      |
| 14 | Маја Николић                   | Ја знам да ти ме не волиш | 0    | 301         | 0           | 0     | 14.     |
| 15 | Мира Шкорић                    | Воли је                   | 3    | 204         | 0           | 3     | 11.     |
| 16 | Сузана Динић                   | Нудим ти срце своје       | 1    | 297         | 0           | 1     | 13.     |
| 17 | Слободан Тркуља и Балканополис | Небо                      | 7    | 1936        | 10          | 17    | 2.      |
| 18 | Пеца Јовановић                 | Као да је било јуче       | 5    | 728         | 6           | 11    | 5.      |
| 19 | Betty Boop                     | Сама                      | 0    | 922         | 7           | 7     | 7.      |
| 20 |                                | Љубав за све              | 0    | 279         | 0           | 0     | 14.     |

| Детаљни гласови жирија у полуфиналу | Детаљни гласови жирија у полуфиналу | Детаљни гласови жирија у полуфиналу | Детаљни гласови жирија у полуфиналу | Детаљни гласови жирија у полуфиналу | Детаљни гласови жирија у полуфиналу | Детаљни гласови жирија у полуфиналу |
| #                                   | Песма                               | Б. Димитријевић                     | А. Локнер                           | М. Николић                          | Укупно                              | Поени                               |
| ----------------------------------- | ----------------------------------- | ----------------------------------- | ----------------------------------- | ----------------------------------- | ----------------------------------- | ----------------------------------- |
| 1                                   | Ноћас буди мој                      |                                     |                                     |                                     | 0                                   | 0                                   |
| 2                                   | Није нам се дало                    | 5                                   | 7                                   | 6                                   | 18                                  | 8                                   |
| 3                                   | Права ствар                         |                                     |                                     | 10                                  | 10                                  | 2                                   |
| 4                                   | Молитва                             | 4                                   | 10                                  | 12                                  | 26                                  | 12                                  |
| 5                                   | Симпатија                           |                                     |                                     |                                     | 0                                   | 0                                   |
| 6                                   | Бомба                               | 6                                   | 12                                  | 8                                   | 26                                  | 10                                  |
| 7                                   | Сењорита                            |                                     |                                     |                                     | 0                                   | 0                                   |
| 8                                   | Бели град                           |                                     | 8                                   | 4                                   | 12                                  | 4                                   |
| 9                                   | Добро те знам                       |                                     |                                     |                                     | 0                                   | 0                                   |
| 10                                  | Зато што знам                       |                                     |                                     |                                     | 0                                   | 0                                   |
| 11                                  | Руски рулет                         |                                     |                                     |                                     | 0                                   | 0                                   |
| 12                                  | Mambo Jambo Serbiano                |                                     | 1                                   |                                     | 1                                   | 0                                   |
| 13                                  | Јаблан                              | 7                                   |                                     | 7                                   | 14                                  | 6                                   |
| 14                                  | Ја знам да ти ме не волиш           | 3                                   |                                     | 3                                   | 6                                   | 0                                   |
| 15                                  | Воли је                             | 1                                   | 6                                   | 5                                   | 12                                  | 3                                   |
| 16                                  | Нудим ти срце своје                 | 10                                  |                                     |                                     | 10                                  | 1                                   |
| 17                                  | Небо                                | 12                                  | 4                                   |                                     | 16                                  | 7                                   |
| 18                                  | Као да је било јуче                 | 8                                   | 5                                   |                                     | 13                                  | 5                                   |
| 19                                  | Сама                                | 2                                   | 2                                   | 2                                   | 6                                   | 0                                   |
| 20                                  | Љубав за све                        |                                     | 3                                   | 1                                   | 4                                   | 0                                   |

### Финале
Финале је одржано у Сава центру у Београду 8. марта 2007. године. Десет песама које су се квалификовале из полуфинала је учествовало. Редослед њиховог наступа у финалу одређен је тако што је председник жирија Бранимир Димитријевић на крају полуфинала током саопштавања финалиста насумично извлачио коверте са именима песама. Победничку песму одлучила је комбинација гласова жирија и публике путем СМС гласања. Поред такмичарских наступа, у паузи су наступили учесници Евровизије 2007: Марија Шестић, Дадо Топић и Dragonfly, Каролина Гочева, Стеван Феди и Аленка Готар, који су извели песме којима су редом представили Босну и Херцеговину, Хрватску, БЈР Македонију, Црну Гору и Словенију 2007. године. У паузи су наступили и Биља Крстић и бенд Зана.
Беби Дол, српска певачица и чланица жирија у финалној вечери, оценила је да су у општем песме на Беовизији 2007. биле неквалитетне, што је оценила као последицу „превише свега и свачега“ у претходним такмичењима, због чега талентовани музичари не шаљу своје композиције; сличан утисак пренеле су и новине Политика. У финалној вечери, гледаоцима је прво Душка Вучинић-Лучић, задужена за односе са јавношћу Фестивала, изузетно брзо и штуро саопштила поене додељене на основу телегласања публике, без самих бројева освојених гласова, а затим је Сандра Шуша, председница жирија у финалу саопштила, опет једино збирне, резултате гласања жирија. 7 поена жирија за Слободана Тркуљу публика је пропратила негодовањем.
Победила је била песма Молитва коју је компоновао Владимир Граић, написао Саша Милошевић Маре, а извела Марија Шерифовић. Молитва је освојила највећи број гласова публике, а завршила на другом месту код гласања жирија. У првих пет су нашле и песме Небо коју изводе Слободан Тркуља и Балканополис, Права ствар коју изводи група Negative, Бомба коју изводи Ивана Јордан и Сама коју изводи група Betty Boop.
У финалној вечери су додељене и годишње награде Фестивала, чији су се добитници представили по једном песмом. Саша Ковачевић је отпевао Рука за спас, Биљана Крстић песму са свог новог албума, Бајага песму Отров, група Зана песму Није све тако црно из 1997. године за коју је Марина Туцаковић добила награду за текст. Милан Ђурђевић из Неверних беба, трећу годину заредом лауреатом једне од награда Фестивала, иначе члан српског жирија на Европесми 2006, изјавио је како је „пријатније мало него прошле године, морам да признам“. Александра Радовић је отпевала песму Загрли ме.
Састав Ван Гог се на награди захвалио унапред снимљеном поруком која је емитована преко видео бима, пошто су у време фестивала свирали на концерту у Подгорици. Сергеј Ћетковић је држао концерт у новосадском Спенсу, са којим је успостављена директна видео веза. Ћетковићу је награду награду предала Софија Љуковчан из РТВ Војводине, а затим је у директном укључењу отпевао и једну песму, „свим дамама поклон за осми март".
Чланови жирија у финалу су били:
- Сандра Шуша (главна уредница РТС-а)
- Зафир Хаџиманов (кантаутор и глумац)
- Драгана Шарић (Беби Дол; представница Југославије на Песми Евровизије 1991)

| #  | Извођач(и)                     | Песма                | Жири | Телегласање | Телегласање | Поени | Пласман |
| #  | Извођач(и)                     | Песма                | Жири | Гласови     | Поени       | Поени | Пласман |
| -- | ------------------------------ | -------------------- | ---- | ----------- | ----------- | ----- | ------- |
| 1  | Пеца Јовановић                 | Као да је било јуче  | 2    | 1264        | 4           | 6     | 10.     |
| 2  | Мики Перић                     | Јаблан               | 6    | 653         | 1           | 7     | 8.      |
| 3  | Negative                       | Права ствар          | 12   | 1128        | 3           | 15    | 3.      |
| 4  | Betty Boop                     | Сама                 | 5    | 2164        | 6           | 11    | 5.      |
| 5  | Слободан Тркуља и Балканополис | Небо                 | 7    | 4084        | 10          | 17    | 2.      |
| 6  | Марија Шерифовић               | Молитва              | 10   | 5638        | 12          | 22    | 1.      |
| 7  | Маја Марковић                  | Није нам се дало     | 4    | 1000        | 2           | 6     | 9.      |
| 8  | Близанци                       | Mambo Jambo Serbiano | 1    | 3377        | 8           | 9     | 6.      |
| 9  | Ивана Јордан                   | Бомба                | 8    | 2792        | 7           | 15    | 4.      |
| 10 | Алекса Јелић                   | Бели град            | 3    | 1585        | 5           | 8     | 7.      |

| Детаљни гласови жирија у финалу | Детаљни гласови жирија у финалу | Детаљни гласови жирија у финалу | Детаљни гласови жирија у финалу | Детаљни гласови жирија у финалу | Детаљни гласови жирија у финалу | Детаљни гласови жирија у финалу |
| #                               | Песма                           | С. Шуша                         | З. Хаџиманов                    | Д. Шарић                        | Укупно                          | Бодова                          |
| ------------------------------- | ------------------------------- | ------------------------------- | ------------------------------- | ------------------------------- | ------------------------------- | ------------------------------- |
| 1                               | Као да је било јуче             | 2                               | 2                               | 2                               | 6                               | 2                               |
| 2                               | Јаблан                          | 10                              | 6                               | 3                               | 19                              | 6                               |
| 3                               | Права ствар                     | 12                              | 3                               | 12                              | 27                              | 12                              |
| 4                               | Сама                            | 3                               | 8                               | 8                               | 19                              | 5                               |
| 5                               | Небо                            | 5                               | 7                               | 10                              | 22                              | 7                               |
| 6                               | Молитва                         | 7                               | 12                              | 4                               | 23                              | 10                              |
| 7                               | Није нам се дало                | 8                               | 5                               | 5                               | 18                              | 4                               |
| 8                               | Mambo Jambo Serbiano            | 1                               | 1                               | 1                               | 3                               | 1                               |
| 9                               | Бомба                           | 6                               | 10                              | 7                               | 23                              | 8                               |
| 10                              | Бели град                       | 4                               | 4                               | 6                               | 14                              | 3                               |

## Победник
Главни чланак: Молитва (песма)
Победничка песма Молитва је химнична снажна балада, вокално изузетно захтевна, са мотивима етно музике и корачнице. Песму прати хор од 50 гласова који је на Беовизији извођен са снимљене матрице, док је на Песми Евровизије Шерифовићеву пратило пет женских вокала (које су касније оформиле састав Бјути квинс). Беовизијско извођење је пратила чудна кореографија у стилу циркуса. У полуфиналној вечери, Шерифовић је изненадила публику наступивши у црној сукњи, док је у финалној вечери била у свом препознатљивом опуштеном издању, розе мајци Рамонса, фармерицама и равним ципелама.
Шерифовић је била фаворит за победу кладионичара, као и евровизијских фанова који се окупљају на форуму РТС, на основу снимљених извођења, као и извођења уживо у полуфиналу. Марија Шерифовић је била први представник самосталне Србије на Песми Евровизије и после пет годишњих издања први учесник Беовизије који је видео евровизијски одар.
Када је Шерифовић позвана да прими награду, публика је почела са скандирањем „Србија, Србија...". Видно потресена, Шерифовић се мелодраматично захвалила, рекавши прво: „Хвала вам пуно! Нема речи, нема текста. Желим прво вама да се захвалим, ви сте најбитнији." Затим се појединачно захвалила својим сарадницима, „пустите ме мало..." свом менаџеру Саши Мирковићу „који мене трпи... бескрајно хвала, никада га нећу мењати", „онима који не воле оно што ради Марија Шерифовић“ и „онима који о Марији Шерифовић говоре да је ово или оно“. Рекла је и да ће „учинити све да Србију врати тамо где јој је раније било место, где ју је Жељко Јоксимовић одвео пре неколико година“.

## Награде

### Награде Беовизије
| Награде Фестивала Беовизија |                                                      |
| Најбољи текст               | Рамирез: Мики Перић — „Јаблан”                       |
| Најбољи аранжман            | Ненад Јелић: Пеца Јовановић — „Као да је било јуче”  |
| Најбоља интерпретација      | Слободан Тркуља — „Небо”                             |
| Најбољи дебитант            | Сузана Динић                                         |
| Најбољи сценски наступ      | Ђорђе Макаревић (кореограф) и Ивана Јордан — „Бомба” |
| Награда ОГАЕ Србија         | Слободан Тркуља — „Небо”                             |

| Годишње награде Фестивала за 2006. годину |                                                      |
| Хит године                                | Фламингоси и Луис — „Луди летњи плес”                |
| Откриће године                            | Саша Ковачевић                                       |
| Етно албум године                         | Биљана Крстић и Бистрик                              |
| Концерт године                            | Момчило Бајагић Бајага (концерт у Комбанк арени)     |
| Награда „Душко Трифуновић“ за текст       | Марина Туцаковић — „Није све тако црно” (песма Зане) |
| Графичка интерпретација                   | Студио Тотал дизајн (визуелни изглед Беовизије)      |
| Рокенрол група                            |                                                      |
| Сингл године                              | Неверне бебе — „Да има нас”                          |
| Певачица године                           | Александра Радовић                                   |
| Поп певач године                          | Сергеј Ћетковић                                      |

### ОГАЕ
Иако је ОГАЕ Србија, национална подружница међународног клуба обожаватеља Песме Евровизије, пратио и ранија издања Беовизије, ово је била прва година са њиховим видљивим учешћем. У Београду је на Беовизији било и тридесетак чланова ОГАЕ из неколико других земаља, којима су домаћини, Туристичка организација Београда и Ласта приредили обилазак града. Присутни чланови клуба из земље и иностранства одлучили су гласањем да Слободан Тркуља буде први добитник новоустановљене награде ОГАЕ Србија, коме су Мирослав Лубурић и Ивана Стошић, председник и задужена за односе са јавношћу овог клуба поклонили уметничку фотографију „Зиндан капија“ Немање Обрадовића. Након завршетка Беовизије клуб је у Сава центру организовао и забаву Mission: Eurovision 007.

## Контроверзе
Неколико дана пред Беовизију у београдској жутој штампи се појавио натпис да је наступ Шерифовићеве под знаком питања јер је композитор Владимир Граић за песму наводно добио неодољиву понуду од неименованог иностраног продуцента.

### Грешка у резултатима у полуфиналу
У првобитно објављеним резултатима полуфинала на сајту РТС-а, наведено је да су песме Нудим ти срце своје и Љубав за све добиле респективно 3 и 1 бод гласања публике, иако су песме Права ствар и Бели град добиле респективно те бројеве бодова.

### Скандал око телегласања
| #   | Извођач(и)                     | Песма                     | Жири | Потпуно телегласање | Потпуно телегласање | Непотпуно телегласање | Непотпуно телегласање |
| #   | Извођач(и)                     | Песма                     | Жири | Гласови             | Поени               | Гласови               | Поени                 |
| --- | ------------------------------ | ------------------------- | ---- | ------------------- | ------------------- | --------------------- | --------------------- |
| 1.  | Александра Перовић             | Ноћас буди мој            | 0    | 204                 | 0                   | 57                    | 0                     |
| 2.  | Маја Марковић                  | Није нам се дало          | 8    | 459                 | 4                   | 147                   | 7                     |
| 3.  | Negative                       | Права ствар               | 2    | 427                 | 3                   | 99                    | 4                     |
| 4.  | Марија Шерифовић               | Молитва                   | 12   | 2063                | 12                  | 400                   | 12                    |
| 5.  | Тања Савић и Бане Мојићевић    | Симпатија                 | 0    | 421                 | 2                   | 62                    | 1                     |
| 6.  | Ивана Јордан                   | Бомба                     | 10   | 640                 | 5                   | 31                    | 0                     |
| 7.  | Јелена Ковачевић               | Сењорита                  | 0    | 166                 | 0                   | 22                    | 0                     |
| 8.  | Алекса Јелић                   | Бели град                 | 4    | 314                 | 1                   | 40                    | 0                     |
| 9.  | Игор Вукојевић                 | Добро те знам             | 0    | 29                  | 0                   | 5                     | 0                     |
| 10. | Амадеус бенд                   | Зато што знам             | 0    | 284                 | 0                   | 47                    | 0                     |
| 11. | Бла бла бенд                   | Руски рулет               | 0    | 166                 | 0                   | 37                    | 0                     |
| 12. | Близанци                       | Mambo Jambo Serbiano      | 0    | 1388                | 8                   | 115                   | 5                     |
| 13. | Мики Перић                     | Јаблан                    | 6    | 283                 | 0                   | 35                    | 0                     |
| 14. | Маја Николић                   | Ја знам да ти ме не волиш | 0    | 301                 | 0                   | 33                    | 0                     |
| 15. | Мира Шкорић                    | Воли је                   | 3    | 204                 | 0                   | 45                    | 0                     |
| 16. | Сузана Динић                   | Нудим ти срце своје       | 1    | 297                 | 0                   | 67                    | 3                     |
| 17. | Слободан Тркуља и Балканополис | Небо                      | 7    | 1936                | 10                  | 195                   | 10                    |
| 18. | Пеца Јовановић                 | Као да је било јуче       | 5    | 728                 | 6                   | 121                   | 6                     |
| 19. |                                | Сама                      | 0    | 922                 | 7                   | 169                   | 8                     |
| 20. |                                | Љубав за све              | 0    | 279                 | 0                   | 61                    | 1                     |

| #   | Извођач(и)                     | Песма                | Жири | Потпуно телегласање | Потпуно телегласање | Непотпуно телегласање | Непотпуно телегласање |
| #   | Извођач(и)                     | Песма                | Жири | Гласови             | Поени               | Гласови               | Поени                 |
| --- | ------------------------------ | -------------------- | ---- | ------------------- | ------------------- | --------------------- | --------------------- |
| 1.  | Пеца Јовановић                 | Као да је било јуче  | 2    | 1264                | 4                   | 10                    | 4                     |
| 2.  | Мики Перић                     | Јаблан               | 6    | 653                 | 1                   | 5 (3)                 | 2                     |
| 3.  | Negative                       | Права ствар          | 12   | 1128                | 3                   | 5 (4)                 | 3                     |
| 4.  | Betty Boop                     | Сама                 | 5    | 2164                | 6                   | 15                    | 6                     |
| 5.  | Слободан Тркуља и Балканополис | Небо                 | 7    | 4084                | 10                  | 27                    | 10                    |
| 6.  | Марија Шерифовић               | Молитва              | 10   | 5638                | 12                  | 50                    | 12                    |
| 7.  | Маја Марковић                  | Није нам се дало     | 4    | 1000                | 2                   | 4                     | 1                     |
| 8.  | Близанци                       | Mambo Jambo Serbiano | 1    | 3377                | 8                   | 22 (16)               | 8                     |
| 9.  | Ивана Јордан                   | Бомба                | 8    | 2792                | 7                   | 11                    | 5                     |
| 10. | Алекса Јелић                   | Бели град            | 3    | 1585                | 5                   | 22 (14)               | 7                     |

Резултати саопштени у току и непосредно након фестивала, на основу којих су одређени учесници финалне вечери и победник такмичења, укључивали су 1788 гласова публике у полуфиналној и 171 у финалној вечери. Количина пристиглих гласова је била премала за фестивал као што је Беовизија. Дан након финалне вечери откривено је да је под-добављач којег је РТС ангажовала за обраду СМС гласова успео да обради управо толико од неколико десетина хиљада пристиглих гласова.
Два сата након полуфиналне вечери, пет извођача који се нису пласирали у финално вече: Маја Николић, Мира Шкорић, Александра Перовић, Амадеус бенд и Јелена Ковачевић – сазивају конференцију за штампу и најављују жалбу Првом општинском суду у Београду против организационог одбора, као и челницима Песме Евровизије. Николић је поднела и пријаву Одељењу за привредни криминал МУП Републике Србије и Јавном тужилаштву. Незадовољни извођачи касније олакшавају своје оптужбе, честитају и не доводе у питање победу Марије Шерифовић, али истрајавају на томе да „СМС гласови нису регуларно пребројани“, не нужно намерно у нечију корист. Маја Николић 9. марта каже како „морамо пронаћи некога коме је сметао наш улазак у финале“, оптужује „естрадну мафију“ и спомиње могућност да нисам РТС није свестан шта се догодило.
Дана 8. марта РТС издаје саопштење у којем одбацује све наводе које оцењује као облик притиска, инсистира на регуларности такмичења и каже како „неће дозволити компромитовање фестивала Беовизија, нити ће пристати на вашарску атмосферу“, те наглашава како ће сви подаци о гласању бити доступни по завршетку Фестивала. РТС је податке о гласању у полуфиналу објавио непосредно након финалне вечери; резултати финала (са 171 СМС гласом) у појединостима објављени су два дана касније, 10. марта.
Гледаоци су своје гласове слали путем СМС порука на посебно закупљен телефон код једног од добављача, Телекома Србија и Теленора. Радије него да буде непосредан ин-корисник (закупац) код добављача и обрађује ове податке, РТС је за овај посао ангажовао под-добављача, београдско предузеће Фонлидер. Према речима Љубише Живадиновића, заменика директора и Зорана Гашића, главног програмера Фонлидера, због „огромног броја гласова у кратком периоду од 20 минута“, дошло је до „загушења“ и сервер је све поруке примио, али „није успео да обради више него што је обрадио“. Телеком је изнео податак да је у полуфиналној вечери под-добављачу уредно проследио 15.150 порука. (Ова цифра је у складу са очекивањем Срђана Благојевића, стручњака за телекомуникације, од око 15.000 порука по добављачу за овакво гласање, али није одражена у коначним резултатима које је РТС објавио 12. марта) Фонлидер је наводно био изненађен великим бројем порука и очекивао „дупло мањи број, колико је порука било 2005".
Према подацима у Регистру привредних субјеката Републике Србије у време Беовизије 2007., Фонлидер је једночлано друштво са ограниченом одговорношћу, „предузеће за унутрашњу и спољну трговину“ основано 1998, чија је претежна делатност „трговина на велико одећом и обућом“, а регистровано је и за спољнотрговински промет и за услуге у спољнотрговинском промету, мада се у једном од њихових огласа из 2005. описује као „прво предузеће у Србији регистровано за пружање аудио услуга“. У исто време, Фонлидер је одржавао барем три мрежна места под својим именом , од којих се према првом предузеће бави „увозом и диструбицијом филтера за просторску и индустријску филтрацију, траснпортних трака и погонског ремења,...", друго је порнографски сајт који приступ сликама и филмовима продаје приступом преко 042 броја као и продавница сексуалних помагала, а треће је од „у фази израде“ неколико дана након Беовизије постало место на којем Фонлидер представља своје СМС и сличне услуге. Ово предузеће управља низом тзв. „премијум“ телефонских бројева, махом еротских, „пророчких“ и наградних игара. Фонлидер је и за раније Беовизије обрађивао резултате СМС гласања.
"Изненађење“ је очигледно потрајало и у финалној вечери 8. марта, а под-добављач податке није стигао да у потпуности обради ни до гостовања у телевизијској емисији „Око“ предвече 9. марта, у ком тренутку су били познати гласови само за две првопласиране песме.
Није саопштено да ли је РТС имао апликацију за праћење пристиглих СМС у порука у стварном времену, коју је под-добављач дужан да достави, нити да ли је контролисао овај део процеса. Поруке које су потврђивале пријем гласова стизале су гледаоцима сатима касније.
Дана 10. марта, незадовољни аутори и извођачи, чланови организације за заштиту ауторског права СОКОЈ, су се окупили у просторијама ове организације и потписали отворено писмо Радио-телевизији Србије, којом повлаче потписе са уговора које су ради наступа на Беовизији потписали са РТС. Међу окупљенима су били и Марина Туцаковић (оснивач и до 2006. уметнички директор Фестивала), Александар Фута Радуловић, Миша Мијатовић, Зоран Кики Лесендрић, Ивана Јордан, Никола Демоња (IQ), Предраг и Ненад Јовановић (Близанци), и други. Они су изјавили да РТС још увек није био потписао уговоре о поштовању ауторског права и да није почео са исплатом накнада за емитовање песама; побунили се (Мијатовић) што у току фестивала нису прочитани гласови појединачних чланова жирија нити број СМС гласова (у тексту писма, „није узет у обзир укупан број СМС гласова"), поновили (Демоња) раније тврдње о очекиваном броју гласова од пријатеља и затражили да се гласање поништи.
РТС је 11. марта објавио саопштење, у којем је навела да је контролом електронских спискова увтрђено „да је у финале ушло десет песама са највећим бројем гласова и да је победничка песма имала највећи број гласова публике и стручног жирија“. Према саопштењу, генерални директор РТС Александар Тијанић је наложио раскидање уговора са Фонлидером и затражио да се под-добављач наредне године изабере на тендеру. Организатор се такође извинио учесницима и гледаоцима. РТС је коначне резултате на свом мрежном месту објавио 12. марта. Скуп првих десет композиција у полуфиналу и победничка композиција су према њима исти као према узорку, али је у коначним резултатима било других нетривијалних разлика у поретку такмичара.
Иако је више пута најављено да ће они који у СМС гласању погоде победничку песму добити „вредну награду“ од Комерцијалне банке, од тога, након целе ујдурме са СМС гласовима, није било ништа.
Композитор „Молитве”, Владимир Граић је дугогодишњи главни и одговорни уредник ПГП-РТС, издавача носача звука РТС, организатора фестивала Беовизија. Граић се наводно одрекао извесних одговорности у вези Беовизије 2007. како би избегао сукоб интереса. Шерифовић издаје за конкурентску кућу, Сити рекордс; Маја Николић је певач ПГП-РТС, којој је Граић кум.

### Кампање
Наступ Марије Шерифовић на Беовизији 2007. пратиле су бројне појаве у јавности. Две недеље пре фестивала, Шерифовић је одржала самостални концерт у београдском Сава центру. По градовима Србије лепљени су плакати са натписом „Молитва за Марију“, било је извештаја о СМС порукама које су грађани примали у време предвиђено за гласање позивајући их да гласају за њену песму (мада је сличних извештаја било и у вези других извођача).

### Оптужбе за плагијате
По извођењу песме „Mambo Jambo Serbiano”, група Близанци су извиждани пошто је песма виђена као плагијат песме „Луди летњи плес”.

### Стефан Фади
Један од гостујућих извођача је био Стеван Феди, представник Црне Горе на Песми Евровизије 2007. Црногорског представника је дочекало бурно негодовање и звиждање публике на које је он узвратио поздрављајући „посебно публику поред малих екрана“. Феди је позван на Беовизију 2007. иако је било најављено другачије.

### Технички проблеми
Камера је често хватала погрешне кадрове, а микрофони су се велики број пута укључивали прерано или искључивали прекасно. Било евидентно да је неколицина извођача имала проблема са звучном опремом, а због квара на бубици двојац Близанци је у полуфиналној вечери поново извео своју песму (у првобитном извођењу, Ненад се уопште није чуо, али се зато чуо његов апел: „певај, црк'о ми микрофон!").

## Преноси
Обе вечери су преношене на каналима РТС1, РТС Сат, Радио Београд, као и на РТРС у Босни и Херцеговини. Пренос се вршио и на сајту РТС-а 

## Организација
Организација:
- Музички уредник фестивала: Јелена Илић
- Сценограф: Горан Јоксимовић
- Продуцент: Предраг Милутиновић
- Редитељ: Дарко Камарит
- Секретарица режије: Снежана Мариновић-Вујанић
- Задужена за односе са јавношћу: Душка Вучинић-Лучић

Генерални спонзор Беовизије 2007. је била Комерцијална банка.
Селекциона комисија:
- Ања Рогљић, уредник Беовизије,
- Ана Милићевић, музички уредник у РТС,
- Зоран Дашић, музички уредник у РТС,
- Јелена Илић, музички уредник Беовизије,
- Николета Дојчиновић, музички уредник Београдског програма,
- Мики Станојевић, главни и одговорник уредник Музичког програма Радио Београда,
- Биља Крстић, музички уредник у Радио Београду.